# Mazal tov
Mazal tov (hebrejsko מזל טוב‎) v neposrednem prevodu pomeni srečno prihodnost. Je izraz judovskega izvora, uporabljan je med Judi po svetu. V Jidišu je uporabljena različica Mazel tov.
V modernem času je fraza uporabljena ob dogodkih veselega značaja (rojstvo, poroka, Bar in Bat micva. Izvor fraze izhaja iz hebrejske Biblije, kjer je uporabljena beseda mazzāl, kar pomeni ozvezdje, prihodnost. Beseda v osnovi izhaja iz akadskega jezika.
V Izraelu je fraza deležna širše uporabe (zaključek vozniškega izpita, konec služenja vojaškega roka, opravljanje šolskega izpita, praznovanje rojstnega dne). Pogosto je uporabljena napačna interpretacija fraze oziroma zamenjava te s »srečno«, »veliko sreče«.